# Campeonato Brasileiro de Futebol Feminino de 2025 - Série A2
A Série A2 do Campeonato Brasileiro Feminino de 2025 será a nona edição deste evento esportivo, um torneio nacional de futebol feminino organizado pela Confederação Brasileira de Futebol (CBF).

## Antecedentes
A Série A2 do Campeonato Brasileiro Feminino foi realizada pela primeira vez em 2017. Nas duas primeiras edições, o regulamento permaneceu semelhante, apenas alterando o número de participantes. De 2019 a 2021, a competição foi disputada por 36 agremiações, contando com representantes de todas as unidades federativas.
Em 18 de maio de 2021, a CBF confirmou para o calendário de 2022 a criação da Série A3. Para viabilizar a nova competição, o número de participantes da Série A2 foi reduzido de de 36 para 16. Em 2023 o número de participantes continuou o mesmo, porém mudando o regulamento da primeira fase, continuando o mesmo em 2024.

## Formato e participantes
Em linha com o observado para o Brasileiro Feminino A1, o Brasileiro A2 também terá um crescimento gradual para 20 clubes até 2028. Para o ano de 2025, o Brasileiro A2 permanecerá com 16 clubes, onde os 4 primeiros ascenderão para a A1, e ao final da 1ª Fase, os 2 clubes últimos colocados na classificação final da A2 disputarão o A3 de 2026. Foi confirmado também que a partir de 2026, o Brasileiro Feminino A2 seguirá o mesmo modelo de disputa que o Brasileiro Feminino A1.
1. Primeira fase: 16 clubes se dividem em dois grupos de 8 times regionalizados, jogando em turno único
2. Segunda fase (quartas de final): oito clubes distribuídos em quatro grupos de dois clubes cada
3. Terceira fase (semifinal): quatro clubes distribuídos em dois grupos de dois clubes cada
4. Quarta fase (final): em um grupo de dois clubes, de onde sairá o campeão

### Critérios de desempate
Em caso de empate de pontos entre dois clubes, os critérios de desempate são aplicados na seguinte ordem:
1. Número de vitórias
2. Saldo de gols
3. Gols marcados
4. Número de cartões vermelhos
5. Número de cartões amarelos
6. Sorteio

## Participantes
| Equipe           | Estado           | Em 2024         | Estádio (mando)    | Capacidade | Títulos        |
| ---------------- | ---------------- | --------------- | ------------------ | ---------- | -------------- |
| Ação             | Mato Grosso      | 4.º (Série A3)  | Dito Souza         | 1 200      | 0 (não possui) |
| Atlético Mineiro | Minas Gerais     | 16.º (Série A1) | Arena Gregorão     | 4 000      | 0 (não possui) |
| Avaí/Kindermann  | Santa Catarina   | 15.º (Série A1) | Salézio Kindermann | 4 400      | 0 (não possui) |
| Botafogo         | Rio de Janeiro   | 13.º (Série A1) | Nilton Santos      | 44 000     | 0 (não possui) |
| Fortaleza        | Ceará            | 6.º             | CT Ribamar Bezerra | 1 000      | 0 (não possui) |
| Itacoatiara      | Amazonas         | 7.º             | Floro de Mendonça  | 5 000      | 0 (não possui) |
| Minas Brasília   | Distrito Federal | 10.º            | Bezerrão           | 20 310     | 1 (2018)       |
| Mixto            | Mato Grosso      | 8.º             | Dutrinha           | 7 500      | 0 (não possui) |
| Paysandu         | Pará             | 2.º (Série A3)  | Mangueirão         | 53 635     | 0 (não possui) |
| Remo             | Pará             | 9.º             | Baenão             | 13 792     | 0 (não possui) |
| Rio Negro-RR     | Roraima          | 5.º (Série A3)  | Canarinho          | 4 556      | 0 (não possui) |
| Santos           | São Paulo        | 14.º (Série A1) | Vila Belmiro       | 20 360     | 0 (não possui) |
| São José-SP      | São Paulo        | 12.º            | CE João do Pulo    | 100        | 0 (não possui) |
| AD Taubaté       | São Paulo        | 11.º            | Joaquinzão         | 9 600      | 0 (não possui) |
| Vasco da Gama    | Rio de Janeiro   | 1.º (Série A3)  | Nivaldo Pereira    | 1 000      | 0 (não possui) |
| Vitória          | Bahia            | 3.º (Série A3)  | CT Barradão        | 100        | 0 (não possui) |

## Estádios

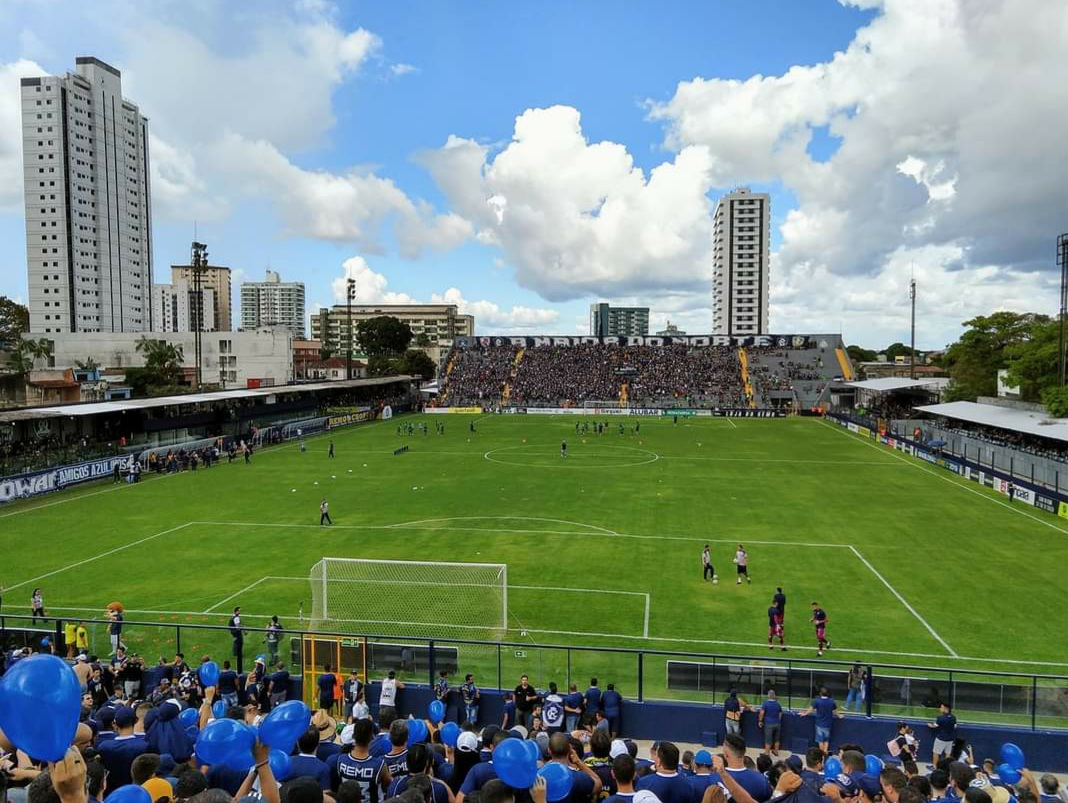
Baenão
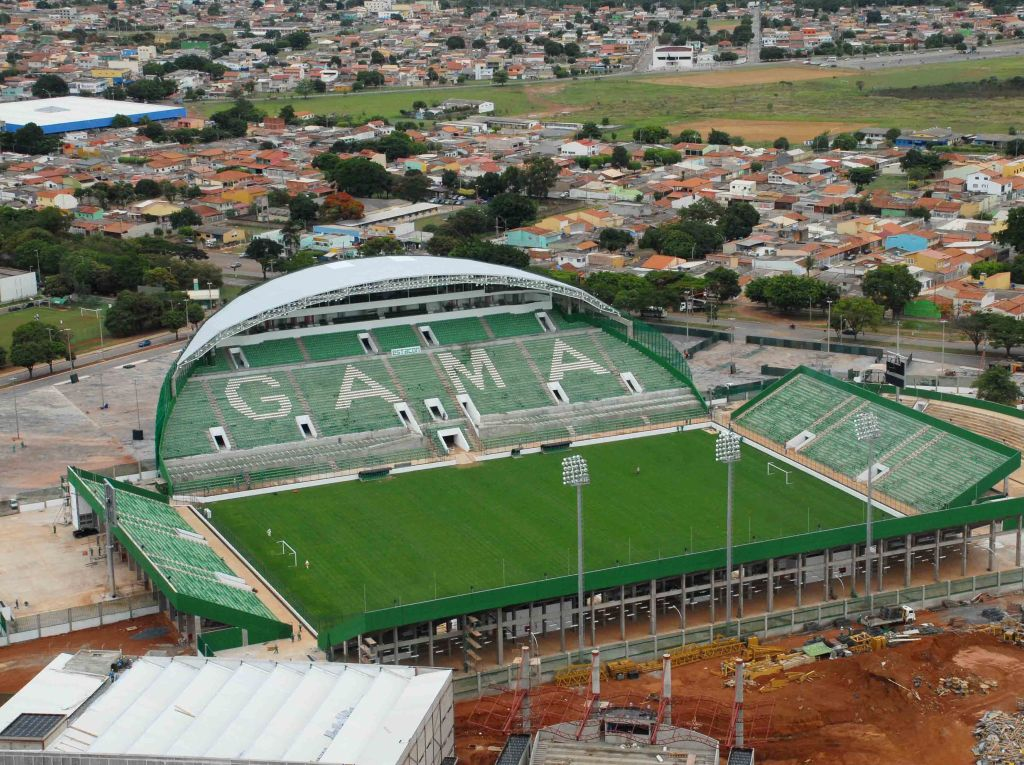
Bezerrão
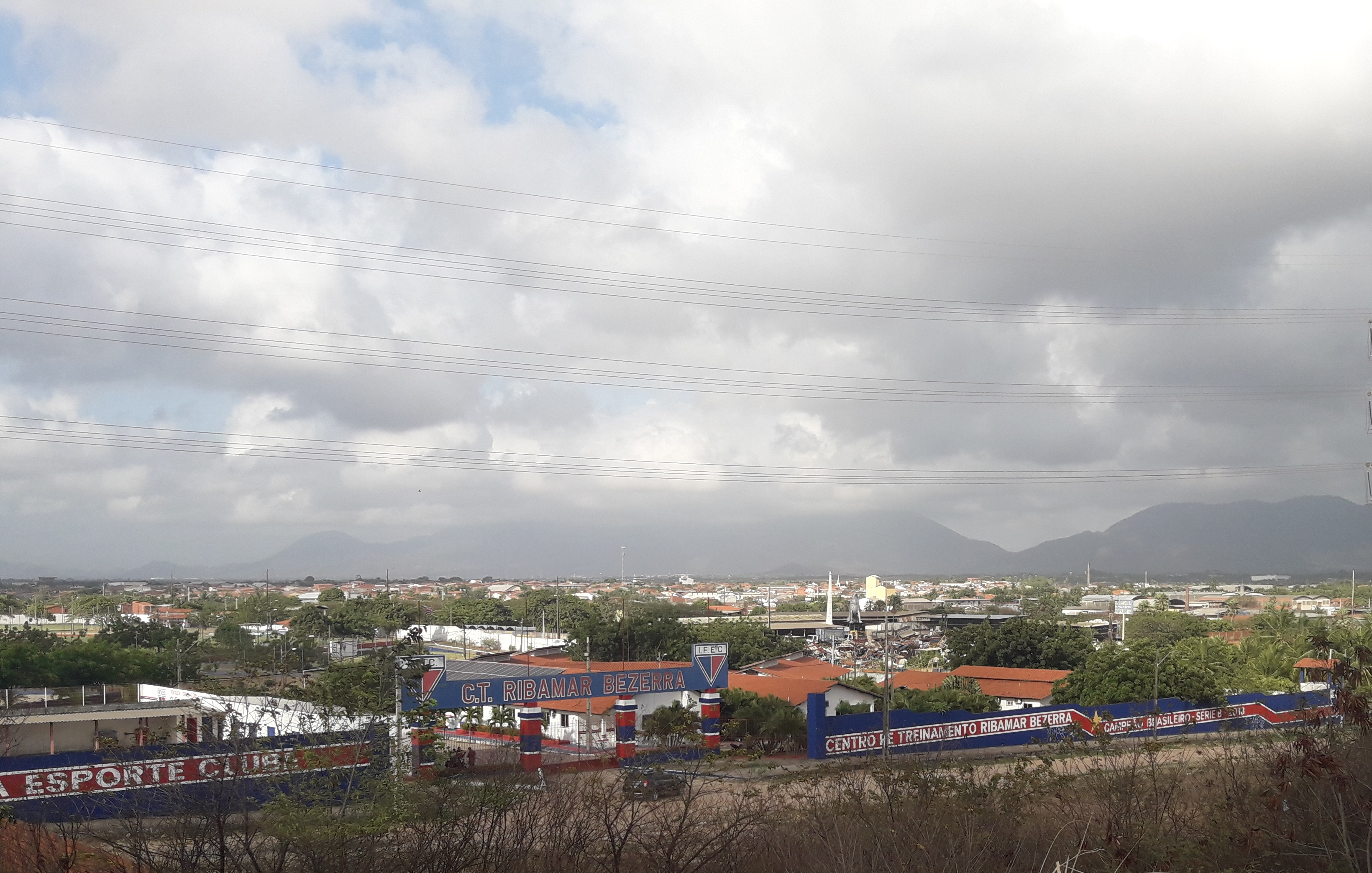
CT Ribamar Bezerra
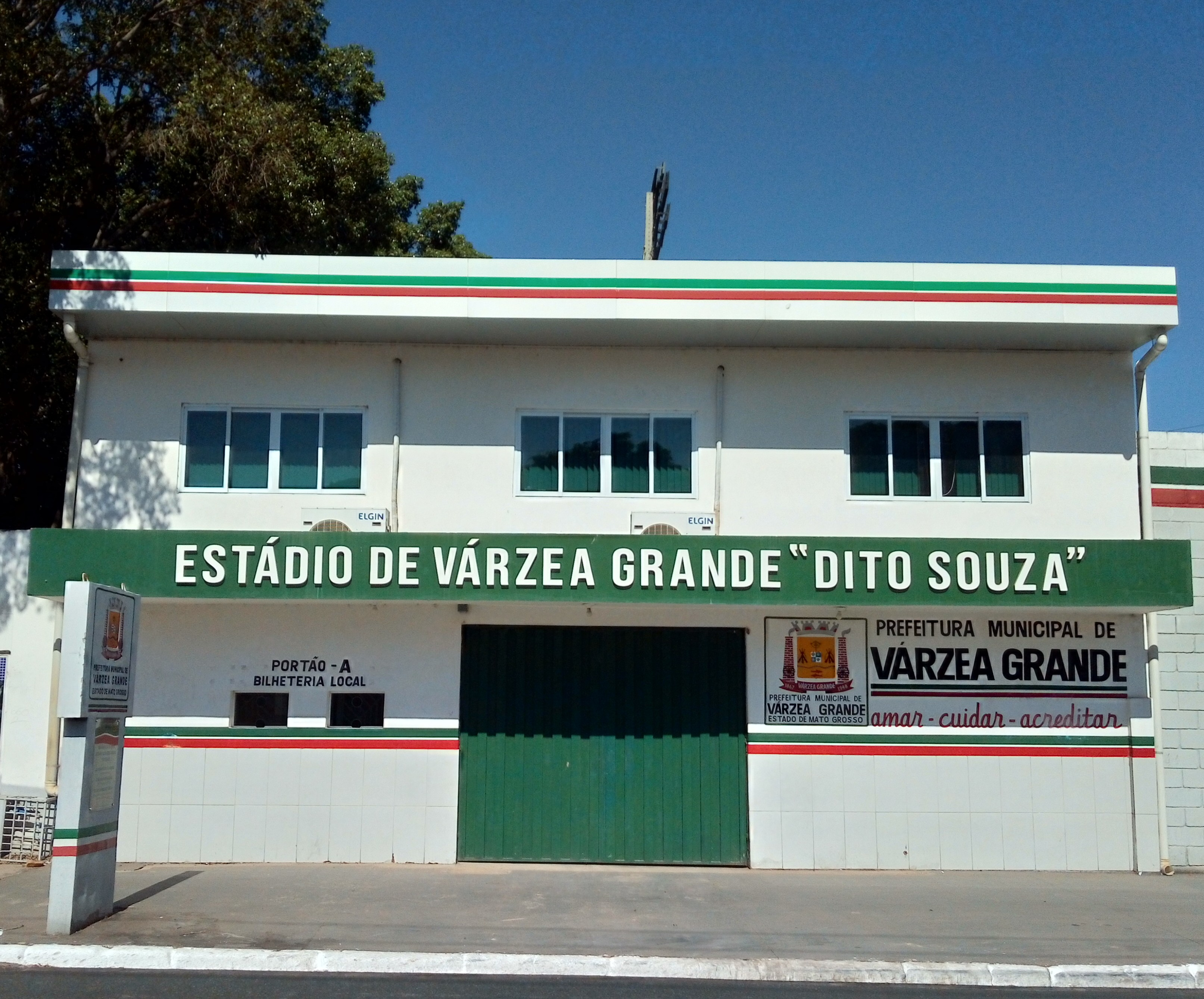
Dito Souza
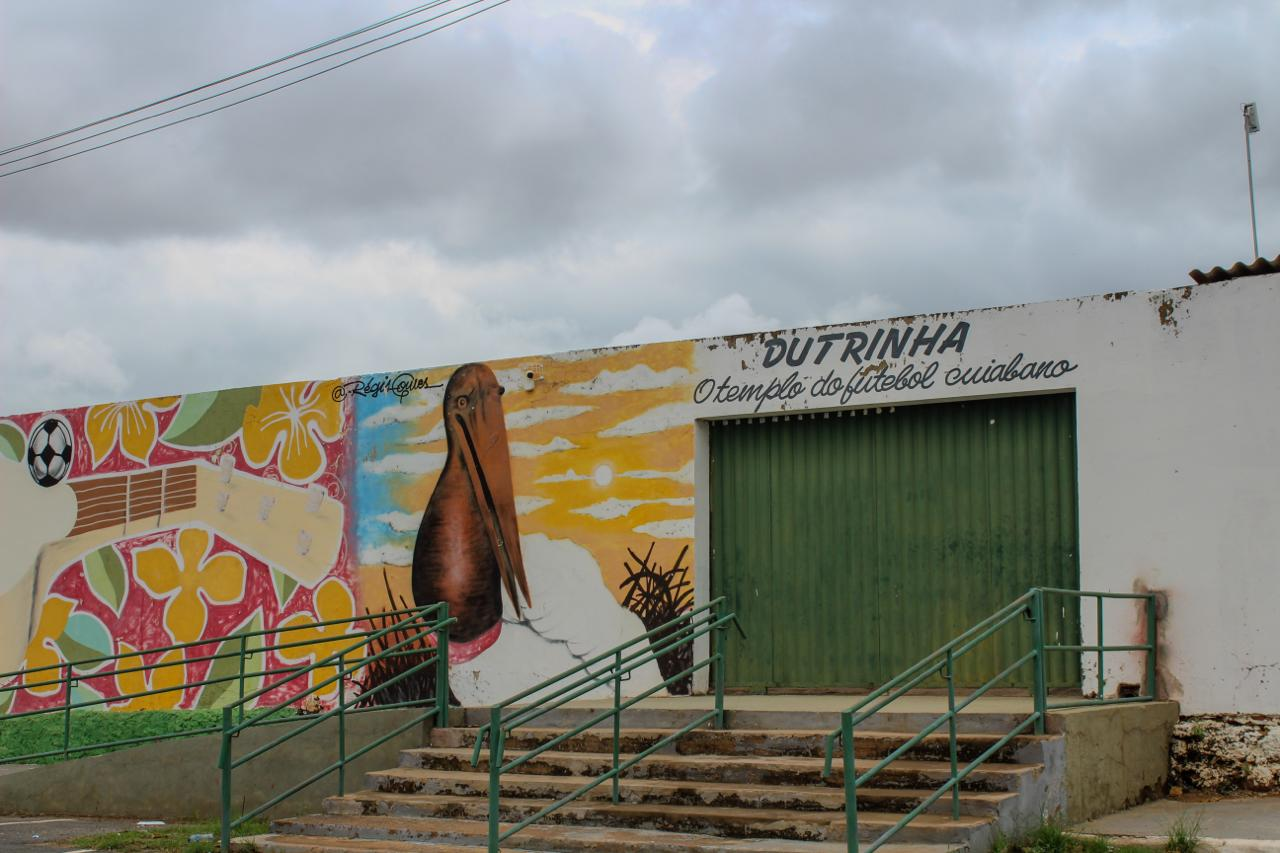
Dutrinha
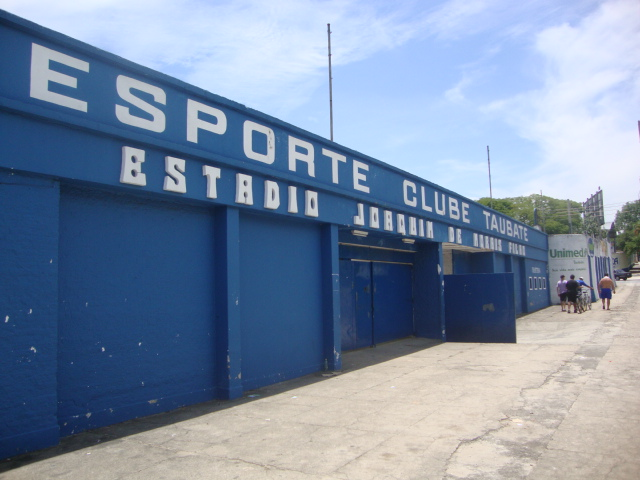
Joaquinzão
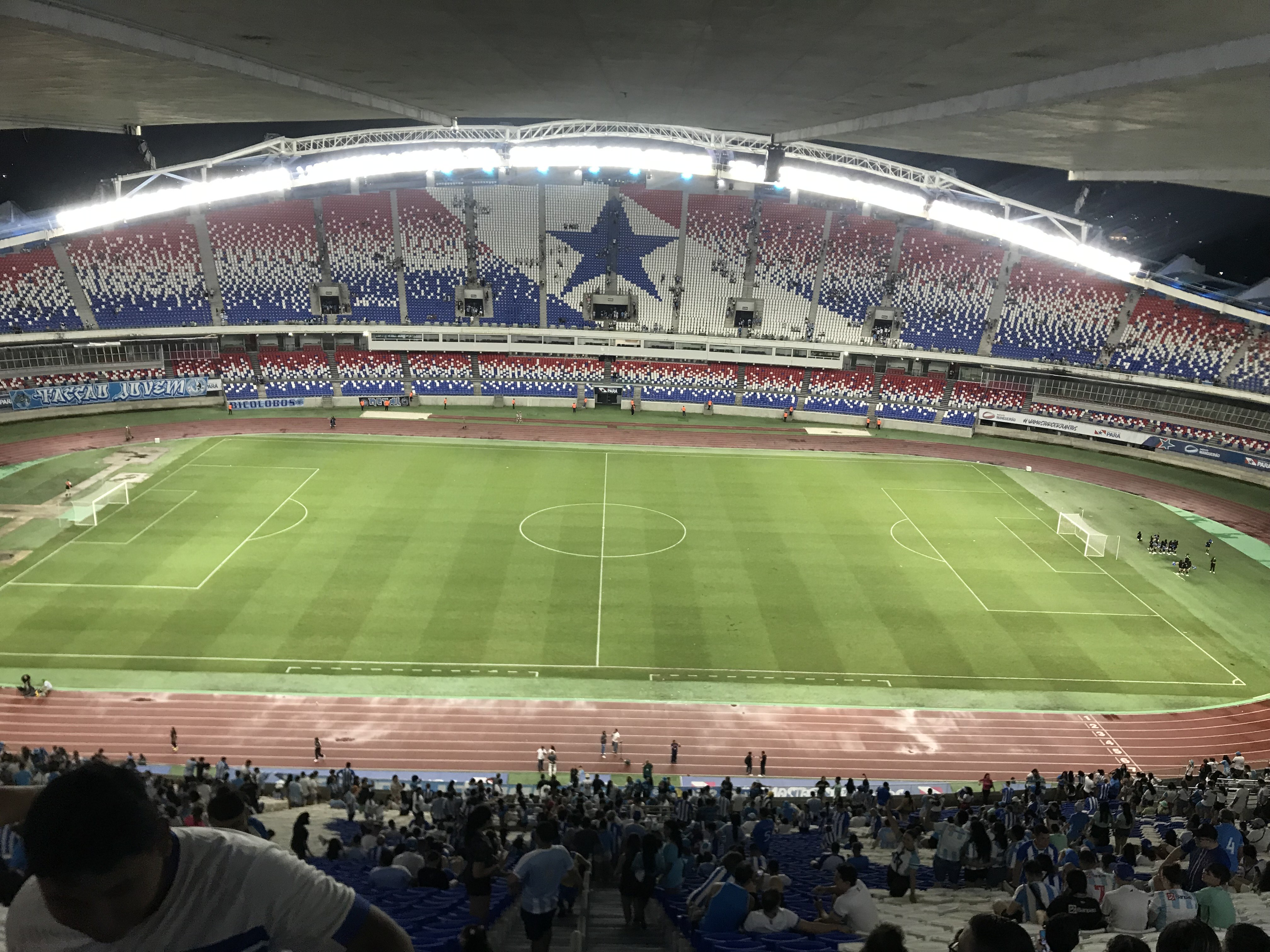
Mangueirão
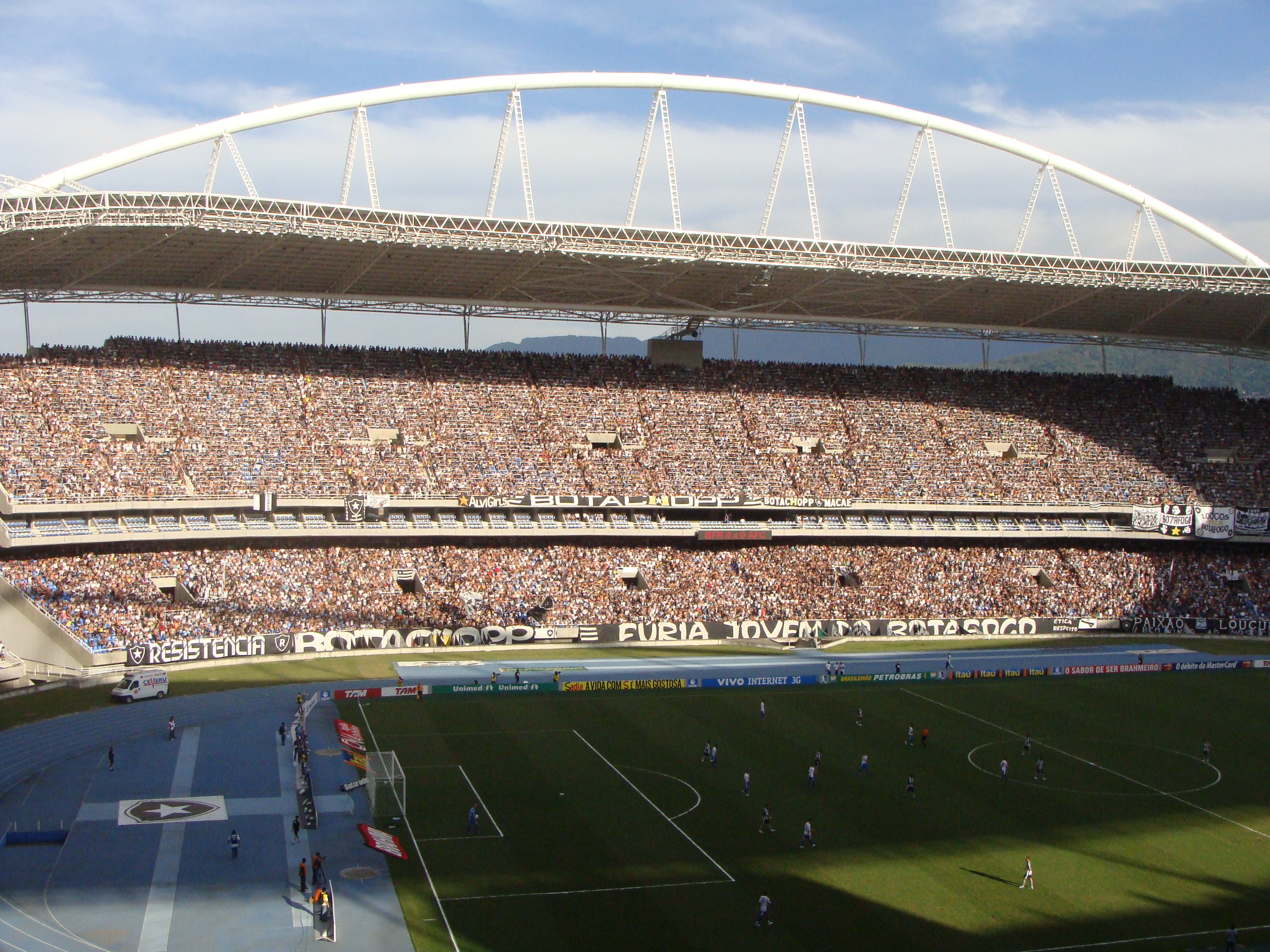
Nilton Santos
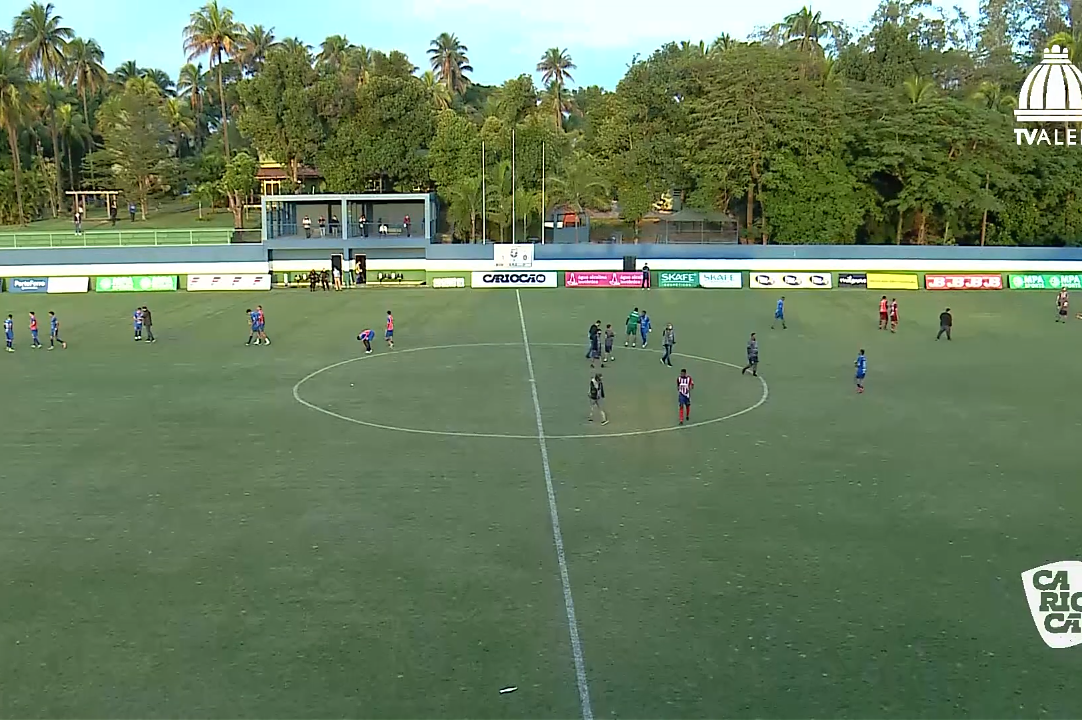
Nivaldo Pereira
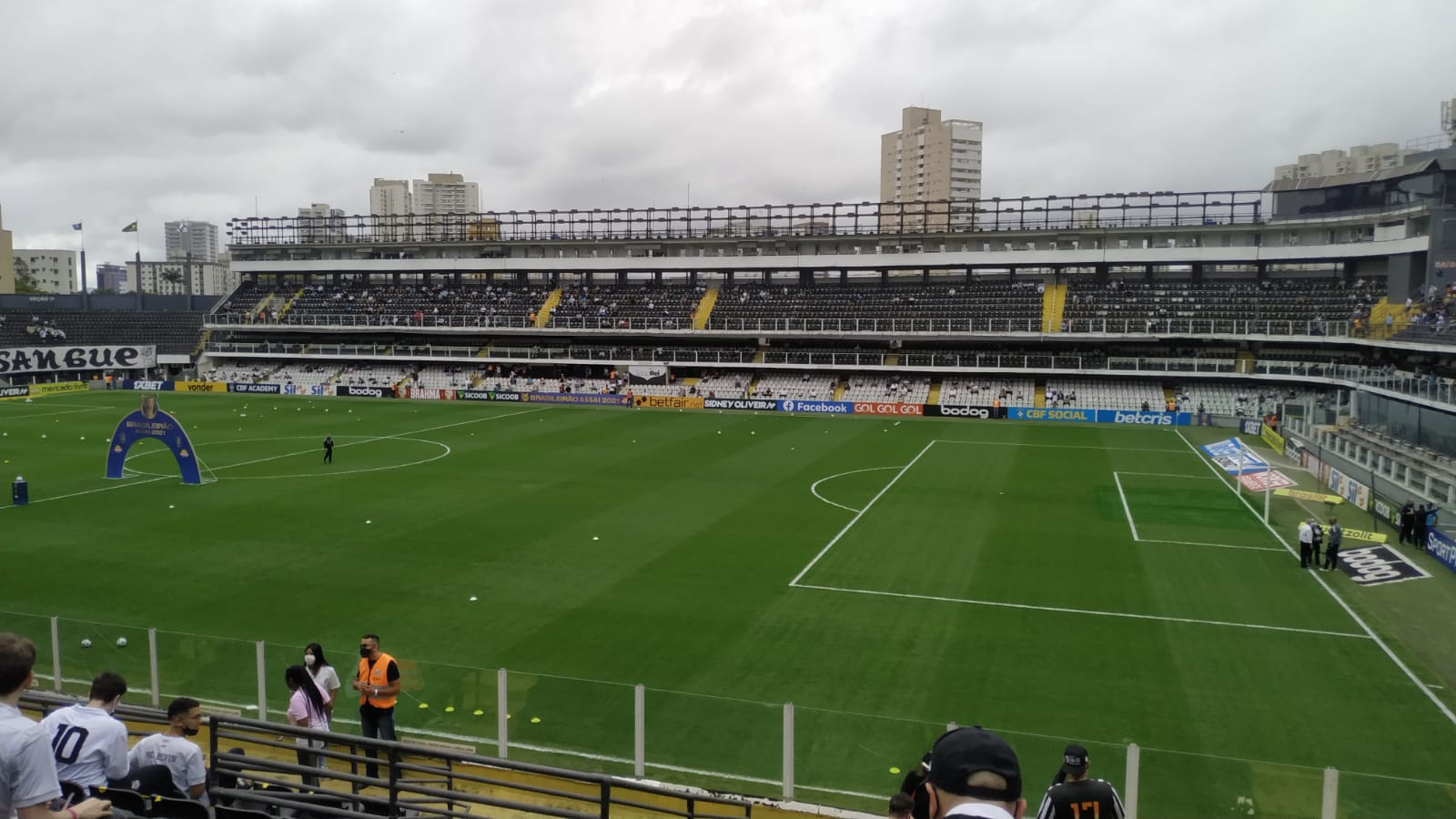
Vila Belmiro

### Outros estádios
Além dos estádios de mando usual, outros estádios foram utilizados devido a punições de perda de mando de campo impostas pelo Superior Tribunal de Justiça Desportiva ou por conta de problemas de interdição dos estádios usuais ou simplesmente por opção dos clubes em mandar seus jogos em outros locais, geralmente buscando uma melhor renda.

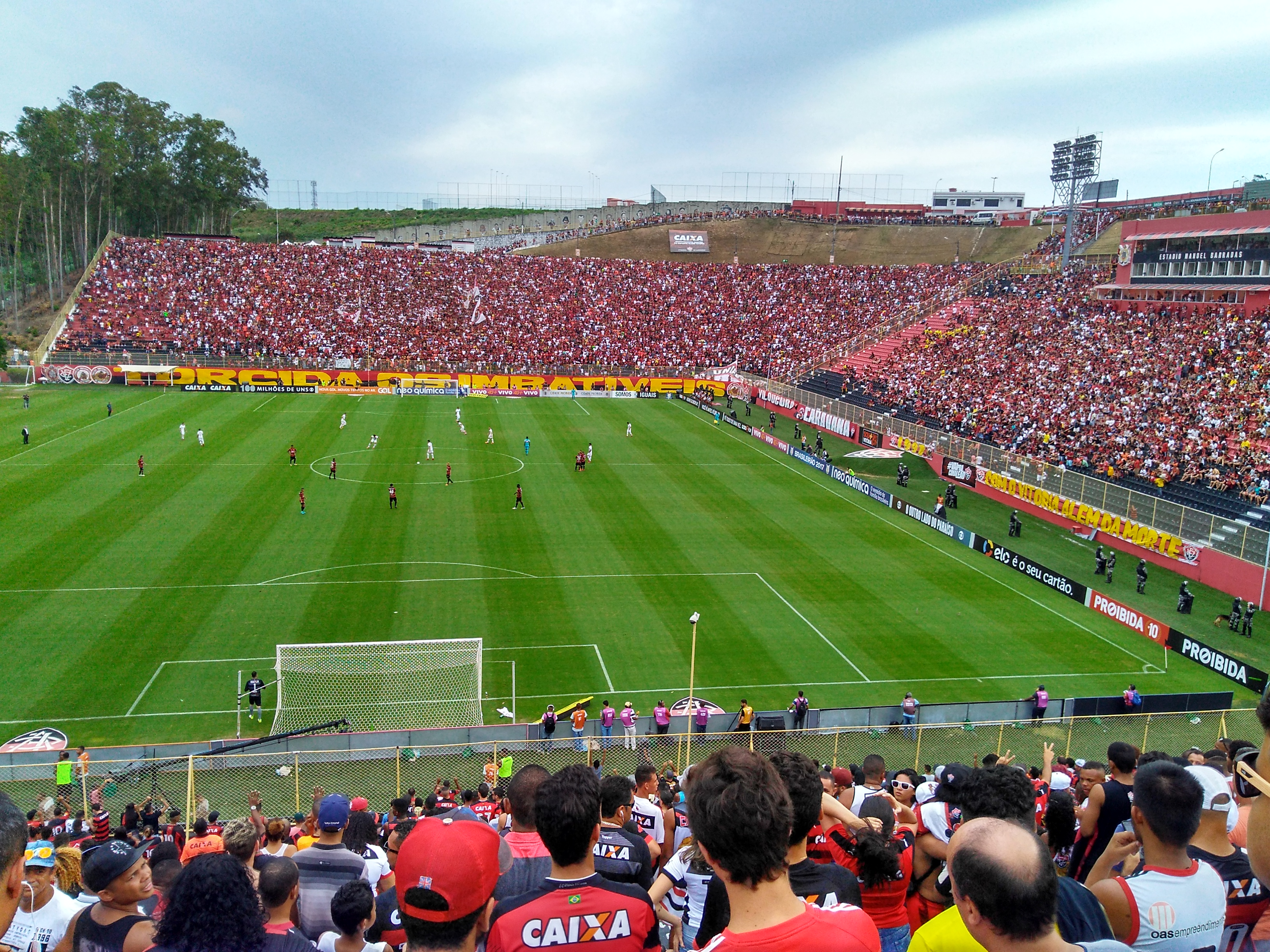
Barradão (Salvador)
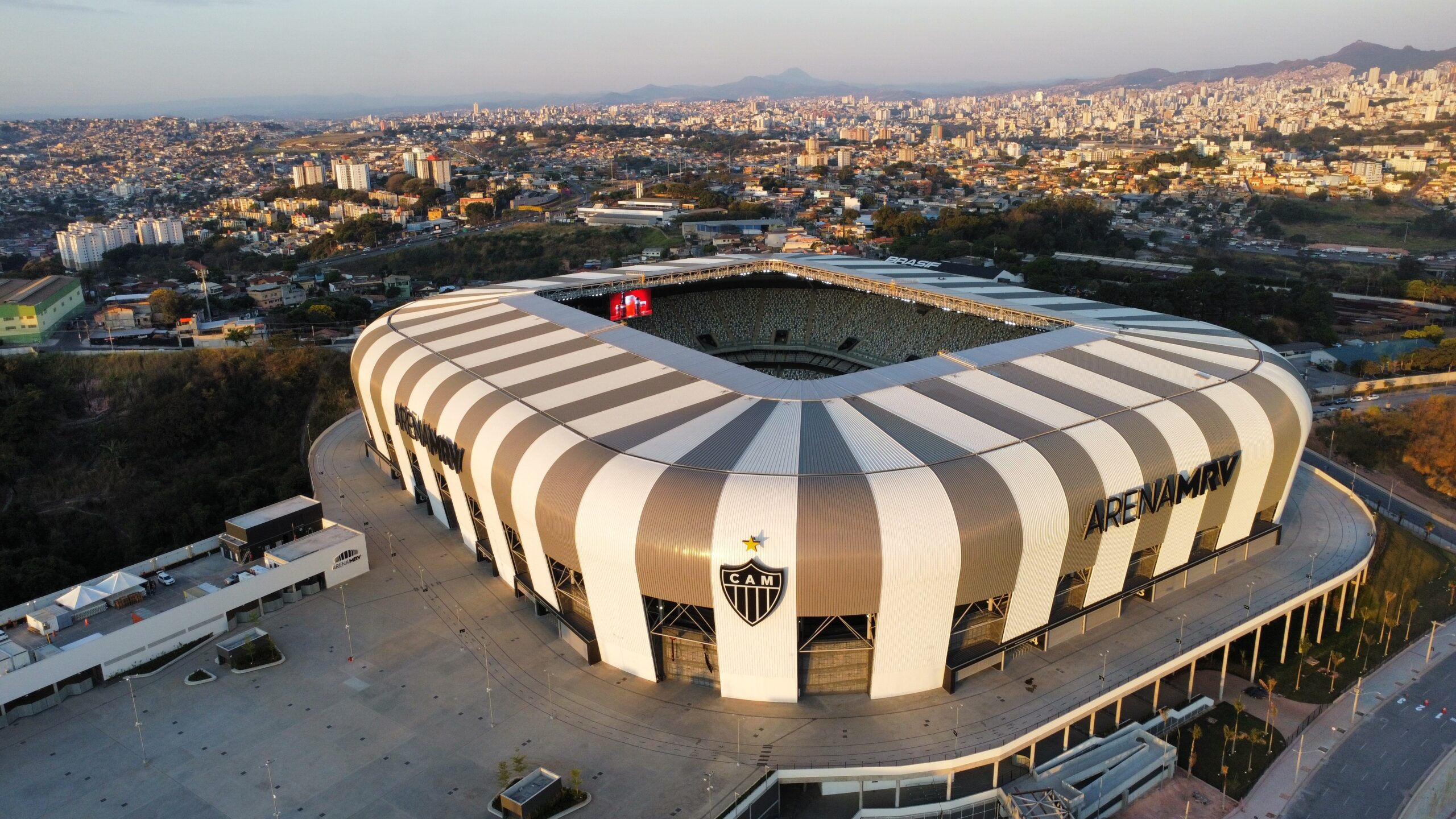
Arena MRV (Belo Horizonte)
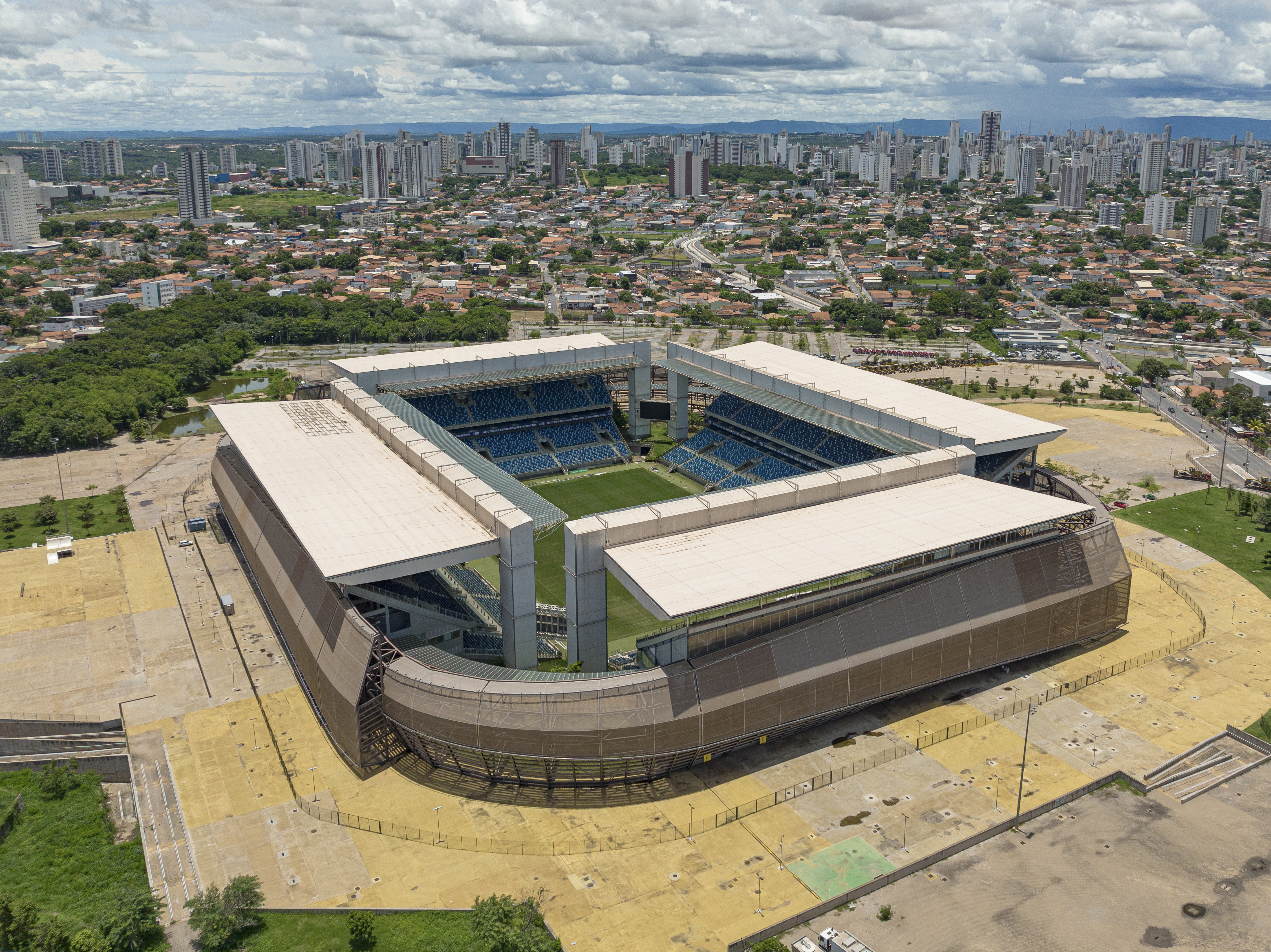
Arena Pantanal (Cuiabá)
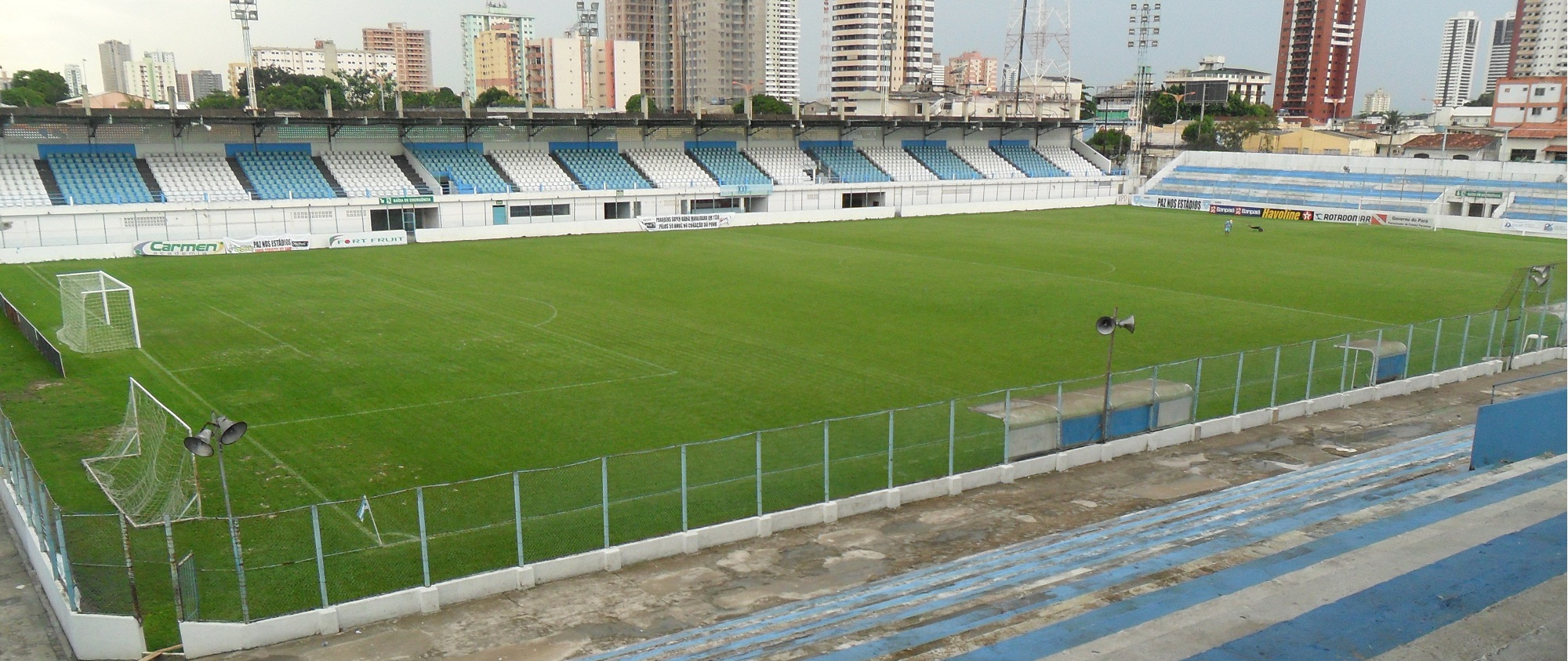
Curuzu (Belém)
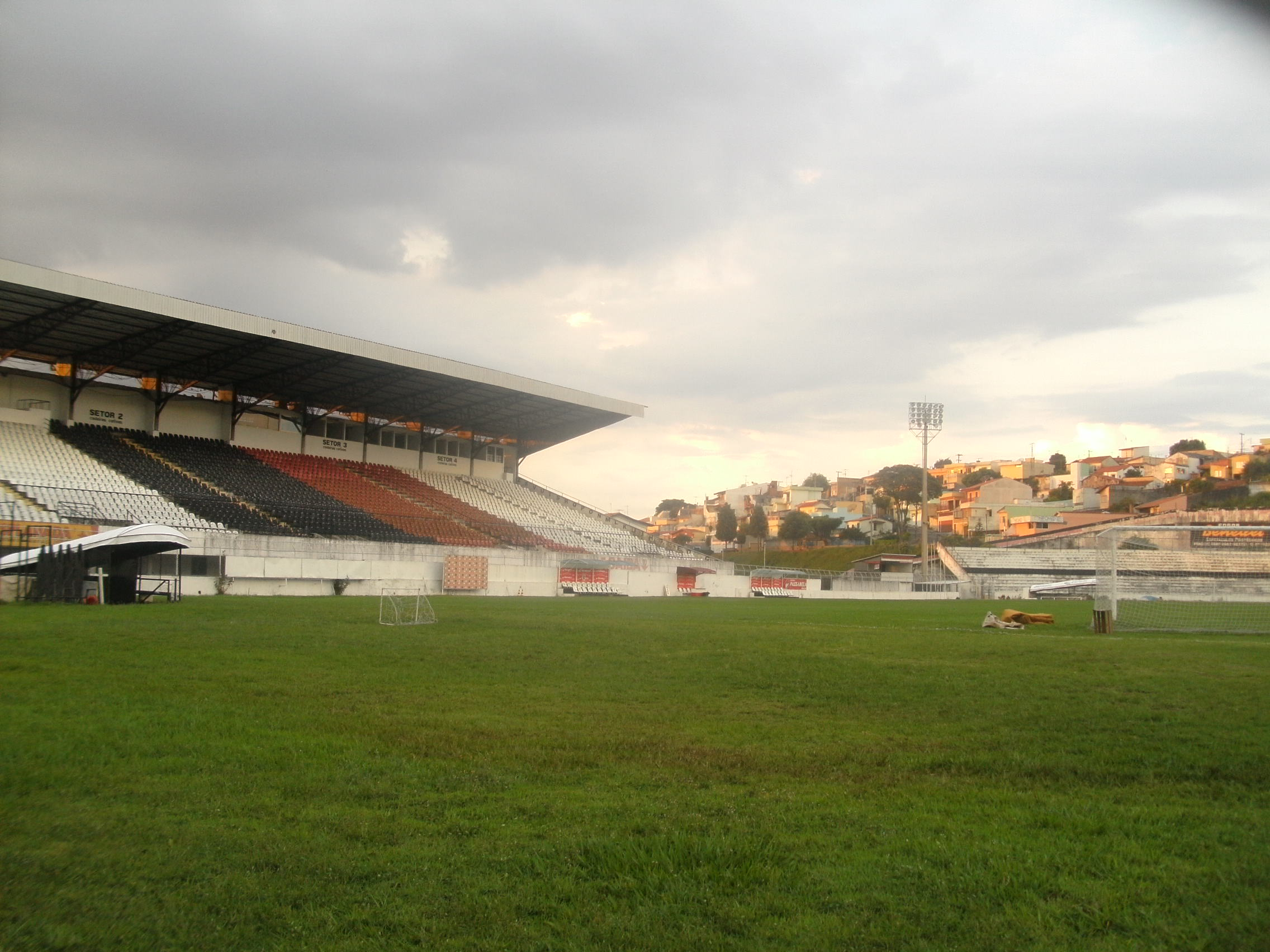
Jayme Cintra (Jundiaí)
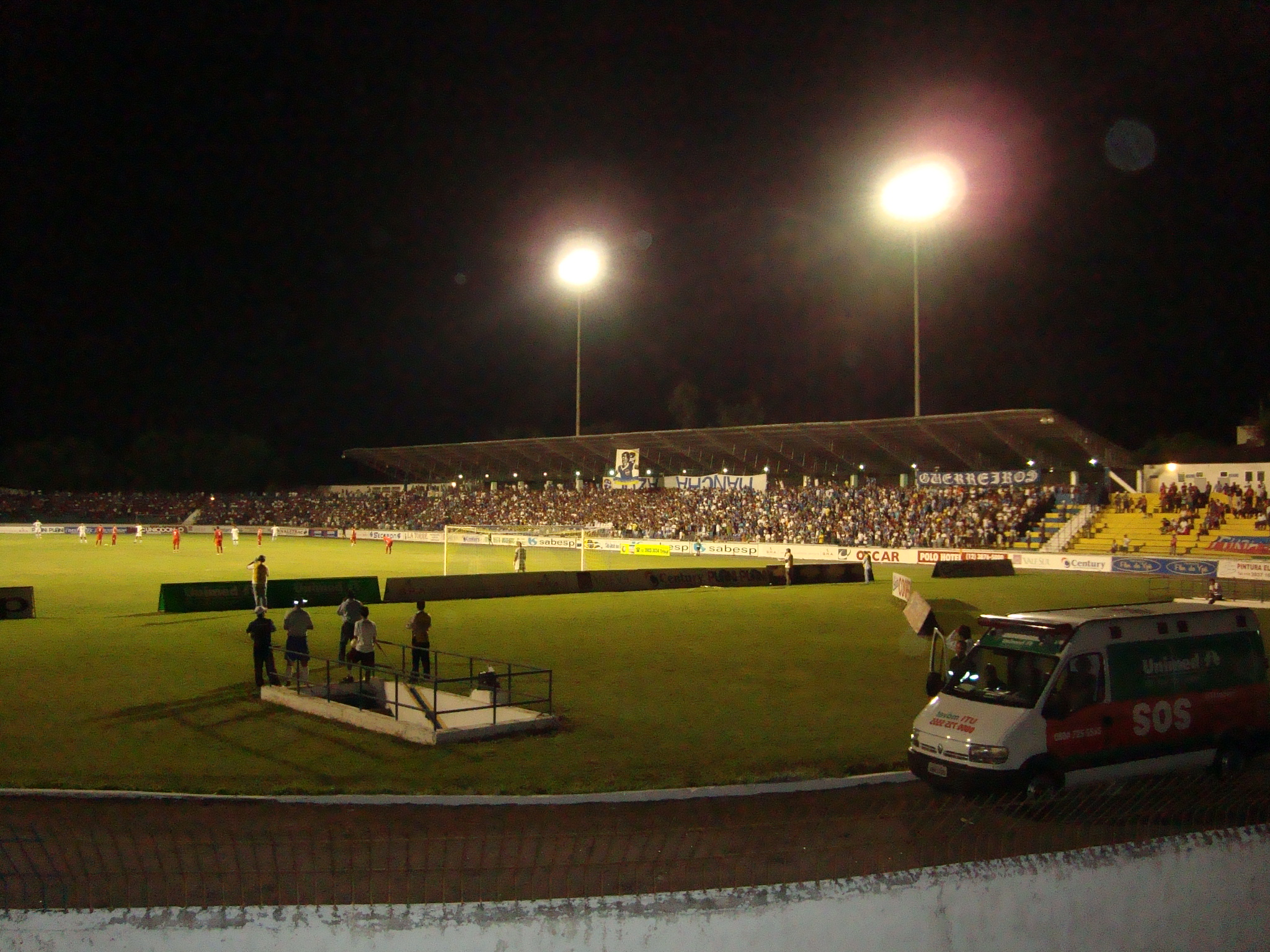
Martins Pereira (São José dos Campos)
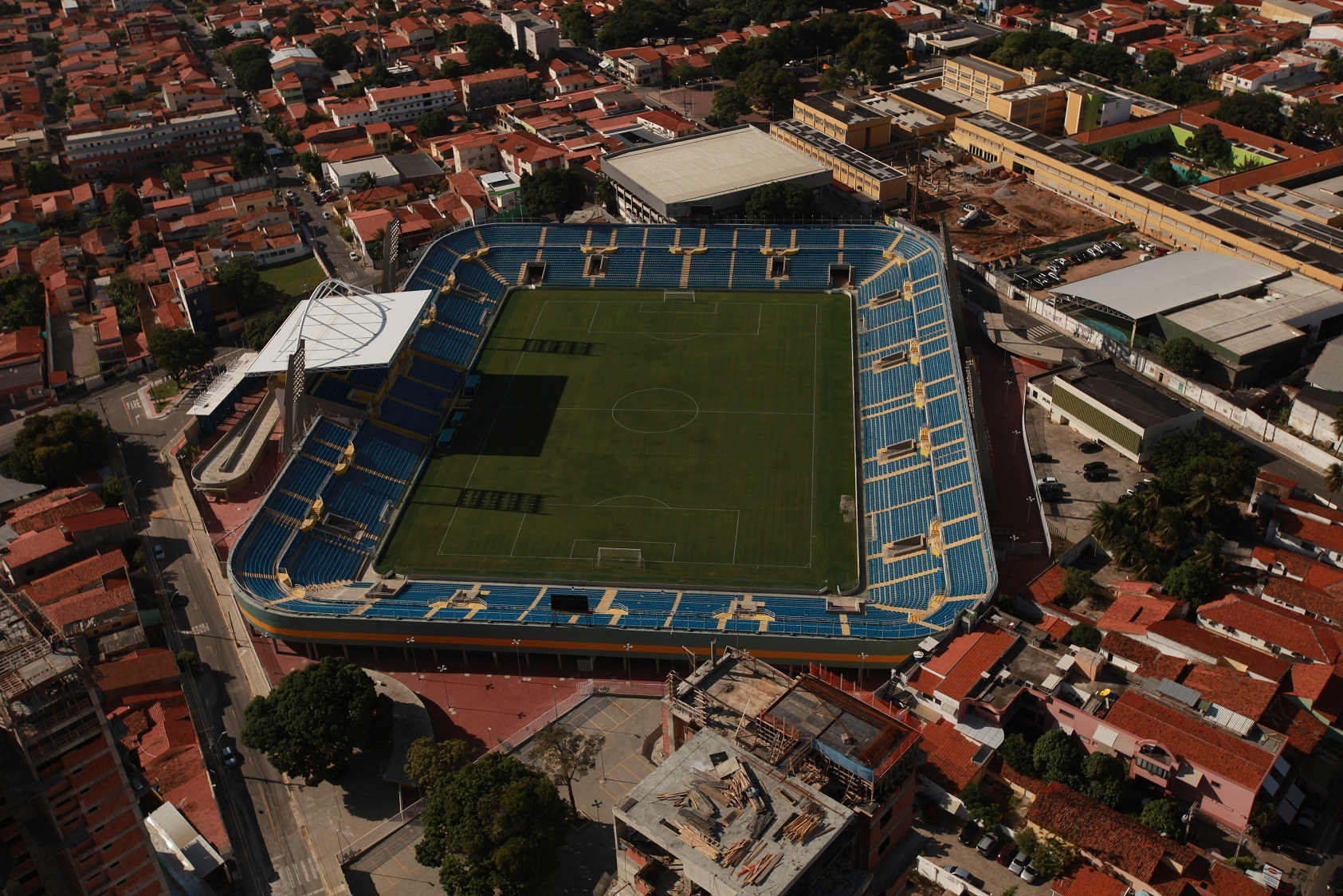
PV (Fortaleza)

Ainda foram utilizados a Arena Gregorão (Contagem).

## Primeira fase

### Grupo A
| Pos | Equipe           | Pts | J | V | E | D | GP | GC | SG  | Classificação ou descenso       |     | SAN | BOT | ATM | MIN | TAU | VAS | AKI | SJO |
| --- | ---------------- | --- | - | - | - | - | -- | -- | --- | ------------------------------- | --- | --- | --- | --- | --- | --- | --- | --- | --- |
| 1   | Santos           | 19  | 7 | 6 | 1 | 0 | 17 | 2  | +15 | Classificados para a Fase Final |     | —   | 3–1 | 1–0 | 1–1 |     | 2–0 |     |     |
| 2   | Botafogo         | 16  | 7 | 5 | 1 | 1 | 13 | 5  | +8  | Classificados para a Fase Final |     |     | —   |     | 4–0 | 2–0 |     | 2–1 | 2–0 |
| 3   | Atlético Mineiro | 11  | 7 | 3 | 2 | 2 | 15 | 4  | +11 | Classificados para a Fase Final |     |     | 1–1 | —   |     | 0–1 | 1–1 | 3–0 |     |
| 4   | Minas Brasília   | 11  | 7 | 3 | 2 | 2 | 8  | 10 | −2  | Classificados para a Fase Final |     |     |     | 0–3 | —   | 1–1 | 2–0 |     |     |
| 5   | AD Taubaté       | 10  | 7 | 3 | 1 | 3 | 8  | 9  | −1  |                                 |     | 0–4 |     |     |     | —   |     | 2–0 | 4–1 |
| 6   | Vasco da Gama    | 7   | 7 | 2 | 1 | 4 | 10 | 9  | +1  |                                 |     | 0–1 |     |     | 1–0 | —   |     | 7–0 |     |
| 7   | Avaí/Kindermann  | 6   | 7 | 2 | 0 | 5 | 11 | 12 | −1  |                                 | 0–2 |     |     | 1–2 |     | 3–1 | —   | 6–0 |     |
| 8   | São José-SP      | 0   | 7 | 0 | 0 | 7 | 1  | 32 | −31 | Rebaixado à Série A3            |     | 0–4 |     | 0–7 | 0–2 |     |     |     | —   |

#### Desempenho por rodada
Clubes que lideraram o grupo ao final de cada rodada:
| 1   | 2   | 3   | 4   | 5   | 6   | 7   |
| SAN | MIN | MIN | SAN | SAN | SAN | SAN |

Clubes que ficaram na última posição do grupo ao final de cada rodada:
| 1   | 2 | 3 | 4 | 5 | 6 | 7 |
| SJO |   |   |   |   |   |   |

### Grupo B
| Pos | Equipe       | Pts | J | V | E | D | GP | GC | SG  | Classificação ou descenso       |     | FOR | VIT | MIX | AÇA | ITC | PAY | RNE | REM |
| --- | ------------ | --- | - | - | - | - | -- | -- | --- | ------------------------------- | --- | --- | --- | --- | --- | --- | --- | --- | --- |
| 1   | Fortaleza    | 15  | 7 | 4 | 3 | 0 | 20 | 4  | +16 | Classificados para a Fase Final |     | —   | 0–0 |     | 2–0 | 3–0 |     | 8–1 |     |
| 2   | Vitória      | 14  | 7 | 4 | 2 | 1 | 11 | 6  | +5  | Classificados para a Fase Final |     |     | —   |     | 1–2 |     | 2–1 |     | 2–0 |
| 3   | Mixto        | 13  | 7 | 3 | 4 | 0 | 15 | 8  | +7  | Classificados para a Fase Final |     | 1–1 | 1–1 | —   | 1–0 | 4–0 |     |     |     |
| 4   | Ação         | 11  | 7 | 3 | 2 | 2 | 11 | 7  | +4  | Classificados para a Fase Final |     |     |     |     | —   | 3–3 | 5–0 |     | 1–0 |
| 5   | Itacoatiara  | 8   | 7 | 2 | 2 | 3 | 10 | 16 | −6  |                                 |     |     | 1–2 |     |     | —   | 1–1 | 1–0 | 4–3 |
| 6   | Paysandu     | 6   | 7 | 1 | 3 | 3 | 9  | 14 | −5  |                                 | 1–1 |     | 2–2 |     |     | —   | 1–3 |     |     |
| 7   | Rio Negro-RR | 6   | 7 | 1 | 3 | 3 | 9  | 17 | −8  |                                 |     | 1–3 | 3–3 | 0–0 |     |     | —   |     |     |
| 8   | Remo         | 1   | 7 | 0 | 1 | 6 | 6  | 19 | −13 | Rebaixado à Série A3            |     | 1–5 |     | 1–3 |     |     | 0–3 | 1–1 | —   |

#### Desempenho por rodada
Clubes que lideraram o grupo ao final de cada rodada:
| 1   | 2   | 3   | 4   | 5   | 6   | 7   |
| AÇA | VIT | VIT | VIT | VIT | VIT | FOR |

Clubes que ficaram na última posição do grupo ao final de cada rodada:
| 1   | 2   | 3   | 4   | 5   | 6   | 7   |
| PAY | PAY | PAY | REM | REM | REM | REM |

## Fase final
As equipes que estão em itálico possuem o mando de campo no primeiro jogo e em negrito as equipes classificadas.
|  | Quartas de final         | Quartas de final         | Quartas de final         | Quartas de final         |       |                  | Semifinais       | Semifinais       | Semifinais       | Semifinais       |  |  | Final             | Final             | Final             | Final             |  |  |
|  | 21 de junho a 6 de julho | 21 de junho a 6 de julho | 21 de junho a 6 de julho | 21 de junho a 6 de julho |       |                  | 8 a 18 de agosto | 8 a 18 de agosto | 8 a 18 de agosto | 8 a 18 de agosto |  |  | 26 e 30 de agosto | 26 e 30 de agosto | 26 e 30 de agosto | 26 e 30 de agosto |  |  |
|  |                          |                          |                          |                          |       |                  |                  |                  |                  |                  |  |  |                   |                   |                   |                   |  |  |
|  | Minas Brasília           | 1                        | 0                        | 1                        |       |                  |                  |                  |                  |                  |  |  |                   |                   |                   |                   |  |  |
|  | Fortaleza                | 2                        | 0                        | 2                        |       |                  |                  |                  |                  |                  |  |  |                   |                   |                   |                   |  |  |
|  | Fortaleza                | 2                        | 0                        | 2                        |       | Fortaleza        | 2                | 1                | 3 (3)            |                  |  |  |                   |                   |                   |                   |  |  |
|  |                          |                          |                          |                          |       | Fortaleza        | 2                | 1                | 3 (3)            |                  |  |  |                   |                   |                   |                   |  |  |
|  |                          | Botafogo (pen)           | 2                        | 1                        | 3 (5) |                  |                  |                  |                  |                  |  |  |                   |                   |                   |                   |  |  |
|  | Mixto                    | Botafogo (pen)           | 2                        | 1                        | 3 (5) | 1                | 2                | 3                |                  |                  |  |  |                   |                   |                   |                   |  |  |
|  | Mixto                    |                          |                          |                          |       | 1                | 2                | 3                |                  |                  |  |  |                   |                   |                   |                   |  |  |
|  | Botafogo                 | 2                        | 5                        | 7                        |       |                  |                  |                  |                  |                  |  |  |                   |                   |                   |                   |  |  |
|  | Botafogo                 | 2                        | 5                        | 7                        |       |                  |                  | Botafogo         |                  |                  |  |  |                   |                   |                   |                   |  |  |
|  |                          |                          |                          |                          |       |                  |                  |                  |                  |                  |  |  |                   |                   |                   |                   |  |  |
|  |                          | Santos                   |                          |                          |       |                  |                  |                  |                  |                  |  |  |                   |                   |                   |                   |  |  |
|  | Atlético Mineiro (pen)   | 1                        | 0                        | 1 (9)                    |       |                  |                  |                  |                  |                  |  |  |                   |                   |                   |                   |  |  |
|  | Atlético Mineiro (pen)   | 1                        | 0                        | 1 (9)                    |       |                  |                  |                  |                  |                  |  |  |                   |                   |                   |                   |  |  |
|  | Vitória                  | 0                        | 1                        | 1 (8)                    |       |                  |                  |                  |                  |                  |  |  |                   |                   |                   |                   |  |  |
|  | Vitória                  | 0                        | 1                        | 1 (8)                    |       | Atlético Mineiro | 1                | 1                | 2 (4)            |                  |  |  |                   |                   |                   |                   |  |  |
|  |                          |                          |                          |                          |       | Atlético Mineiro | 1                | 1                | 2 (4)            |                  |  |  |                   |                   |                   |                   |  |  |
|  |                          | Santos (pen)             | 0                        | 2                        | 2 (5) |                  |                  |                  |                  |                  |  |  |                   |                   |                   |                   |  |  |
|  | Ação                     | Santos (pen)             | 0                        | 2                        | 2 (5) | 0                | 1                | 1                |                  |                  |  |  |                   |                   |                   |                   |  |  |
|  | Ação                     |                          |                          |                          |       | 0                | 1                | 1                |                  |                  |  |  |                   |                   |                   |                   |  |  |
|  | Santos                   | 1                        | 2                        | 3                        |       |                  |                  |                  |                  |                  |  |  |                   |                   |                   |                   |  |  |

## Estatísticas

### Artilharia
| Gols | Jogadora        | Equipe          |
| ---- | --------------- | --------------- |
| 8    | Laryh           | Santos          |
| 6    | Jhow            | Fortaleza       |
| 6    | Júllia Moreira  | Botafogo        |
| 5    | Ana Caroline    | Botafogo        |
| 5    | Natalinha       | Fortaleza       |
| 4    | Nayara Couto    | Avaí/Kindermann |
| 4    | Eduarda Balbino | Mixto           |
| 4    | Hadri           | Mixto           |

### Hat-trick
Estes foram os hat-tricks do Campeonato:
|   | Jogadora      | Gols            | Mandante      | Placar | Visitante   | Data       | Etapa     | Ref.   |
| - | ------------- | --------------- | ------------- | ------ | ----------- | ---------- | --------- | ------ |
| 1 | Maria Vitoria | 45+2', 55', 62' | Vasco da Gama | 7 – 0  | São José-SP | 25 de maio | 5ª rodada | [ 16 ] |

## Classificação geral
| Pos | Equipe           | Pts | J  | V | E | D | GP | GC | SG  | Classificação ou descenso                                |
| --- | ---------------- | --- | -- | - | - | - | -- | -- | --- | -------------------------------------------------------- |
| 1   |                  | 0   | 0  | 0 | 0 | 0 | 0  | 0  | 0   | Campeão e classificado à Série A 2026                    |
| 2   |                  | 0   | 0  | 0 | 0 | 0 | 0  | 0  | 0   | Vice-campeão e classificado à Série A 2026               |
| 3   | Fortaleza        | 21  | 11 | 5 | 6 | 0 | 25 | 8  | +17 | Eliminados nas semifinais e classificadas à Série A 2026 |
| 4   | Atlético Mineiro | 17  | 11 | 5 | 2 | 4 | 18 | 7  | +11 | Eliminados nas semifinais e classificadas à Série A 2026 |
| 5   | Vitória          | 17  | 9  | 5 | 2 | 2 | 12 | 7  | +5  | Eliminados nas quartas                                   |
| 6   | Mixto            | 13  | 9  | 3 | 4 | 2 | 18 | 15 | +3  | Eliminados nas quartas                                   |
| 7   | Minas Brasília   | 12  | 9  | 3 | 3 | 3 | 9  | 12 | −3  | Eliminados nas quartas                                   |
| 8   | Ação             | 11  | 9  | 3 | 2 | 4 | 12 | 10 | +2  | Eliminados nas quartas                                   |
| 9   | AD Taubaté       | 10  | 7  | 3 | 1 | 3 | 8  | 9  | −1  | Eliminados na primeira fase                              |
| 10  | Itacoatiara      | 8   | 7  | 2 | 2 | 3 | 10 | 16 | −6  | Eliminados na primeira fase                              |
| 11  | Vasco da Gama    | 7   | 7  | 2 | 1 | 4 | 10 | 9  | +1  | Eliminados na primeira fase                              |
| 12  | Avaí/Kindermann  | 6   | 7  | 2 | 0 | 5 | 11 | 12 | −1  | Eliminados na primeira fase                              |
| 13  | Paysandu         | 6   | 7  | 1 | 3 | 3 | 9  | 14 | −5  | Eliminados na primeira fase                              |
| 14  | Rio Negro-RR     | 6   | 7  | 1 | 3 | 3 | 9  | 17 | −8  | Eliminados na primeira fase                              |
| 15  | Remo             | 1   | 7  | 0 | 1 | 6 | 6  | 19 | −13 | Rebaixadas à Série A3 2026                               |
| 16  | São José-SP      | 0   | 7  | 0 | 0 | 7 | 1  | 32 | −31 | Rebaixadas à Série A3 2026                               |